# Боротьба УПА проти радянських партизан
Боротьба УПА проти радянських партизан — боротьба Української Повстанської Армії та інших українських націоналістичних організацій проти радянських партизанських загонів на території західних областей Української РСР, а також, частково, на території східних воєводств Польщі і південно-західних областей Білоруської РСР під час Другої Світової війни. Активно почалася з весни 1943 року.

## Передумови
Досвід Франко-російської війни 1812 року, а також громадянської війни в Росії 1917—1922 років, продемонстрував більшовикам, що партизанські дії є ефективною формою боротьби. Тому відразу ж після нападу Німеччини на СРСР вони стали організовувати на територіях, окупованих нацистами, партизанські групи.
У травні 1942 року був створений Центральний штаб партизанського руху, якому були підпорядковані партизанські штаби окремих республік. Штаб очолив Пантелеймон Пономаренко, перший секретар Комуністичної партії (більшовиків) Білорусі. Йому, зокрема, був підпорядкований Український штаб партизанського руху (УШПР) на чолі з генералом НКВС Тимофієм Строкачем.
На Волині та в Східній Галичині умови діяльності для радянських партизан були особливо складними. Перешкодою організації їх руху стала швидка окупація території Західної України гітлерівцями і їх союзниками, що не дозволило обкомам партії завчасно створити підпілля. До того ж, занадто свіжою залишалася в пам'яті людей радянська окупація 1939—1941 років, щоб комуністи могли отримати в суспільстві значну підтримку.
За деякими даними, в січні 1943 року на Волині перебувало 650 радянських партизан. Однак їх кількість швидко зростала. На рубежі 1942/1943 років на Північну Волинь і Полісся було відправлено партизанські загони зі сходу України та Білорусі. Наприклад, в кінці листопада 1942 група Сидора Ковпака ненадовго прибула на Волинь. Трохи пізніше з'явилися групи Олександра Сабурова, Олексія Федорова та інших. У лютому 1943 року на Волинь прибув генерал Василь Бегма. Він створив так званий Рівненський партизанський штаб. У заболочених районах Полісся і північної Волині партизани утворили партизанські регіони, в яких була ліквідована окупаційна адміністрація і створена власна. У той же час перші сильні загони з часом все більше і більше великі підрозділи, все більше і більше просувалися на південь і захід, розпізнаючи місцевість і проводячи різні підривні і розвідувальні дії.
Совєти були в першу чергу зацікавлені в розвитку партизанської війни з Німеччиною, і велика частина бойових дій була спрямована проти них. Особливо важливо було провести диверсії на залізниці. У травні-червні 1943 року на напрямках Ковель-Сарни-Київ і Ковель-Рівне-Київ було проведено 282 і 229 диверсійних дій. Радянський Союз спочатку шукав союзника в кожному, хто міг би допомогти їм у боротьбі з німцями. Так вони налагодили контакти і провели переговори як з поляками, так і з українцями. У той же час, однак, вони вважали і польських, і українських націоналістів своїми ворогами, збираючи інформацію про них. Радянські партизани, наприклад, складали списки людей, вороже налаштованих проти радянської влади — ZWZ-AK або ОУН-УПА, для подальшого використання на обліку в НКВС.
Совєти довго не втрачали надії залучити українських націоналістів в боротьбу з Німеччиною. Були проведені переговори, в тому числі з Тарасом Бульбою-Боровцем. Пізніше обидві сторони були готові укласти локальні і короткострокові перемир'я. Згодом такі ситуації ставали все рідше і рідше. Незважаючи на це, совєти з самого початку збирали найточніші дані про всі проявах націоналістичної активності.
Складені списки людей, далеких від СРСР. В окремих селах складалися списки симпатиків націоналістичним партизанам. Ймовірно, вони були створені в основному місцевими комуністами і їх прихильниками. Ймовірно, і совєти могли розраховувати на допомогу поляків в цьому питанні. Совєти вирішили просто ліквідувати найбільш залучених в націоналістичну діяльність. Такі індивідуальні дії відбувалися з рубежу 1942/1943 років та з часом набирали силу. У лютому 1943 року між УПА та радянськими партизанами почалася справжня війна, але вона була переплетена з різними місцевими угодами.

## Хід боротьби

### Перший бій
Перша відома нам сутичка, про яку йдеться в офіційних зведеннях українського підпілля, сталася з ініціативи УПА 20 лютого 1943 року. У цей день загін УПА під командуванням Григорія Перегіняка атакував радянський табір біля села Заморочене. Без власних втрат українці вбили п'ятнадцять партизанів, спалили три барака, захопили коней, продукти, шкури і запаси паперу. У той же день українці атакували радянський загін під селом Озерське і відступили під вогнем. Архів вилучено, три барака спалені.
В ніч з 19 на 20 лютого 1943 року проти радянських партизан також активізували бойові дії загони Поліської Січі під керівництвом Тараса Боробца (Бульби). На переправі біля села Хотин близько 30 «січовиків» влаштували засідку і атакували розвідувальну групу з 23 партизан із загону Дмитра Медведєва. Нападники були розгромлені, втративши 10 осіб убитими. Також були захоплені полонені, один ручний кулемет, кілька автоматів і гвинтівок. За іншими даними 19 лютого 1943 року група командирів і начальник штабу Поліської Січі Леонід Щербатюк-Зубатий потрапили в руки радянських партизан і були розстріляні, а потім кинуті в колодязь. Щербатюк вижив і розповів про те, що трапилося. Після цього з 20 лютого 1943 г. «УПА офіційно вступила у відкриту боротьбу на два фронти — проти двох соціалізмів: німецького і радянського».

### Бій біля селаБогуші
Ще одне зіткнення відбулося в селі Богуші на річці Случ. За повідомленнями УПА, в ніч з 6 на 7 березня 1943 в районі села Богуші 65 упівців, ймовірно, влаштували засідку на загін Дмитра Медведєва. В результаті перестрілки група партизан, також складалася з 65 осіб, була «повністю розгромлена». Партизани зазнали втрат в шістнадцять убитих і вісім поранених, а УПА втратила двох і чотирьох поранених. Вже на наступний день совєти знову атакували Богуші. Українські джерела вказують, що нападники зіткнулися з сильним опором, після чого вони організовано відступили в ліс, в той час як Совєти «в паніці бігли за Случ». Інша версія — і, ймовірно, відноситься до того ж бою — говорить про відбиття атаки, але ціною 30 убитих. Радянські звіти показують перестрілку інакше. 7-8 березня 1943 року 250 націоналістів, ймовірно, при форсуванні Случа, потрапили в засідку взводу Фролова із загону Медведєва. З радянського боку троє були вбиті, один поранений і один пропав без вісті. Втрати, завдані УПА, оцінюються в 26 загиблих. 9 березня 1943 року радянські партизани завдали удару у відповідь. 56 партизан під командуванням лейтенанта А. Базанова вдарили по селу Богуші. У партизан один убитий і двоє поранених.

### Бій біля села Узлісся
16 березня 1943 р упівці атакували диверсійну групу 24-річчя РСЧА. У селі Узлісся вони захопили партизана Антона Пінчука, і незабаром стратили. Бандерівське підпілля ліквідувало і людей, підозрюваних в підтримці комуністів. 11 липня 1943 року УПА вбила депутата Рівненської обласної Ради депутатів Калину Хомич (можливо, разом з родиною). Ліквідаційні дії СБ ОУН особливо загострилися восени 1943 року.

### Битва біля села Теремне
У переліку дій УПА є відомості про те, що в липні 1943 року загін «Крука» «повністю» знищив загін радянських партизанів ім. Михайлова під селом Теремне. Фактично з 25 по 27 липня 1943 році відбувся бій між УПА та загоном ім. Михайлова під командуванням Антона Одухи і комісара Гната Кузовкова. Трохи раніше 5 травня Одуха зустрівся з представниками бандерівців, але переговори про можливу співпрацю закінчилися фіаско. Тому партизани почали знищувати полонених розвідників і кур'єрів УПА. Тільки в червні 1943 року було вбито п'ятеро українців. Ці події, ймовірно, остаточно переконали УПА в необхідності знищити радянську базу партизан біля села Теремне.
Для цього були зосереджені дві курени «Осипа» і «Крука», які, ймовірно, повинні були в першу чергу прорвати польську самооборону. Однак, радянські патрулі заздалегідь помітили військові приготування. Справа додатково ускладнювалося відсутністю хороших провідників, через що частини УПА бродили по лісі і затримували час на вихідні позиції для атаки.
УПА атакувала вранці 25 липня 1943 року. Перший імпульс атаки був спрямований на табір польської самооборони, прилеглий до радянських партизанів, недалеко від села Ізерня. 23 поляка були вбиті, інші відступили в Шумськ. Потім було скоєно напад на Совєтів. Радянський табір розташовувався в густому дубовому лісі, на момент атаки там перебувало близько 300 партизан. Основні сили були зосереджені в районі, найбільш уразливому для атак, в гаю, що прилягає до табору. Перша атака сталася близько 6 годин. Упівці були зупинені кулеметним вогнем, в результаті якого вісім людей загинули і семеро були поранені. Але за першою атакою послідувала друга, а потім і третя. Як пізніше писав Кузовков: «Такого фанатизму в боротьбі ми поки не зустрічали. Націоналісти боролися набагато краще німців».
Радянські партизани мали намір вийти з оточення вночі, але не встигли закінчити всі приготування до світанку. Так що атаку відклали до вечора. На другий день облоги радянці відбили всі атаки, незважаючи на те, що сили УПА були посилені сотнею «Гострого», і обложені поступово почали страждати від нестачі боєприпасів. 26 липня радянські партизани раптової атакою прорвали позиції УПА в південно-західному напрямку. Вони відступили на північ, на шляху убивши двох агентів розвідки УПА і залишивши за собою мінні пастки. І саме останнє призвело до подальших втрат. Чотири партизана з куреня «Осипа» загинули від вибуху міни.
У звіті Совєти визнали втрату восьми убитими і чотирма пораненими, оцінюючи кількість убитих і поранених партизанів УПА в 250—700 чоловік. На їхню думку, щоб приховати розмір втрат, УПА організувала похорон в 13 населених пунктах. Партизани, радіючи важких втрат ворога, визнали, що битва при Теремне була одним з «найсерйозніших бойових дослідів» угруповання. За словами Максима Скорупського, Радянський Союз і поляки втратили 54 людини. З української сторони загинуло 19 осіб, не менше п'ятнадцяти отримали поранення.

### Рейд Сидора Ковпака
Влітку 1943 року УШПР передбачив перенесення партизанської діяльності в Східну Галичину. Було вирішено доручити цю задачу групі під керівництвом Сидора Ковпака і комісара Семена Руднєва. 3 червня 1943 року Ковпаку і Руднєву було наказано піти в рейд в Східну Галичину, в район, де, як писав Ковпак, «радянської людини не було два роки». З'єднання С. Ковпака під час свого рейду в Карпати (15 червня 1943 г.) складалося з 4 загонів чисельністю 1838 чоловік, в яких росіян було — 731, українців — 537, білорусів — 411, інших національностей — 153, іноземців — 13. Ковпаківці мали на озброєнні 1443 рушниці, 384 автомата, 140 кулеметів, 9 гармат, 33 мінометів і 32 протитанкових рушниці.
Рейд розпочався 12 червня 1943 в селі Милошовичі (95 км на північний захід від Коростеня). До початку липня 1943 радянські партизани просувалися в райони Волині, зайняті УПА. Часто були невеликі сутички. Згідно щоденника Семена Руднєва, 20 червня УПА вела бій з розвідгрупою 3-го батальйону з'єднання, убивши двох чоловік, після чого розвідку довелося повернути назад. 21 і 22 червня під Рівним було ще два бойових зіткнення з націоналістами.
24 червня при форсуванні річки Горинь між селами Корчин і Звездівка Костопільського району Рівненської області ковпаківці знову зіткнулися з бійцями УПА, які намагалися перешкодити переправі. Після переговорів, ініційованих Семеном Руднєвим, справа була залагоджено і бійці УПА без бою пропустили партизанів. Руднєв записав в щоденнику свої знамениті слова: «За ці дні… нерви настільки напружені, що я майже нічого не їм. Так як тут таке політичне переплетення, що потрібно добре думати, вбити — це дуже проста річ; але треба зробити, щоб уникнути цього. Націоналісти — наші вороги, але вони б'ють німців. Ось тут і маневруй, і думай». Ще одне бойове зіткнення з українськими повстанцями на Волині партизани Ковпака мали 30 червня в селі Обгов (нині Соснівка) на Дубенщині. В ході переговорів упівці погодилися на припинення вогню. 5 липня 1943 року Ковпаківці зустрілися вже з озброєним загоном ОУН-М. Після короткої битви (радянці втратили двох поранених), відбулися переговори і припинення вогню. Мельниківці дали партизанам трохи їжі і, відпочивши від вогню, таємно пішли.
Подальший рейд Ковпака в Галичину став приводом для формування Української народної самооборони (УНС) — аналога УПА на Волині, вказівка на її формування ОУН дало 15 липня 1943 року. Партизанські загони Ковпака швидко просувалися в Карпати, ведучи успішні бої з німецькими окупаційними силами дистрикту «Галичина», яким не вдалося зупинити рейд партизан. Така ситуація сприяла мобілізації в УНС. Населення дистрикту помічало, що окупаційна влада, не маючи достатніх військових сил, не може ефективно протидіяти ковпаківцям. У місцевостях, де вони пройшли, панував хаос, операція німецької окупаційної влади по ліквідації партизан затягувалася. Головний Провід ОУН (б) побоювався, що радянські партизани на території дистрикту вплинуть на населення, яке проявляло невдоволення німецькими окупаційними властями, тому могло підтримати ковпаківців.
Загони Ковпака 5 серпня зазнали серйозних втрат в боях з німцями і угорцями під Делятином, але значної їх частині вдалося вийти з оточення невеликими групами і пройти вглиб Карпат. Відверто вороже середовище і слабка відсутність підтримки з боку місцевого населення змусили їх відступати з території Галичини. З тих пір окремі підрозділи партизан стали об'єктами нападів відділів УНС. 8 серпня 1943 років зо три пари (взводу) в складі 39 стрільців (чотові «Муха», «Богун», «Скуба») на чолі з сотником «Липеєм» з куреня «Чорні чорти» провели тригодинний бій з рейдовою групою радянських партизанів, яка нараховувала близько 100 чоловік, в лісі біля села Жаб'є. За даними бандерівців червоні втратили близько 30 человік. Даний курінь провів ще кілька боїв з червоними партизанами в серпні, але серйозних результатів це не принесло. За словами одного з її організаторів і другого командира батальйону «Чорні риси» Івана Бутковського «Гуцула», УНС не мала достатніх сил і досвіду для того, щоб «проводити фронтальні бої» з ковпаківцями. Цю оцінку підтверджує і керівник УНС Олександр Луцький, який розповів на допиті в НКВС, що «фактично загони УНС своє завдання по ліквідації радянських партизанських загонів Ковпака не виконали. Після кількох збройних зіткнень куреня „Чорні чорти“ з окремими загонами Ковпака в Прикарпатті, які особливих позитивних результатів не дали, командний склад УНС, посилаючись на слабку військову підготовку особового складу, в подальшому уникав зустрічей з загонами Ковпака». Іноді ковпаківці намагалися знаходити спільну мову з командирами УНС і протиборчим сторонам вдавалося розходиться без бою.
Незважаючи на протидію націоналістів, все загони Сумського з'єднання хоч і з величезними втратами, але змогли дійти до Полісся. У ряді випадків, щоб спокійно пройти крізь українські села, ковпаківцям довелося переодягатися бандерівцями. До пізньої осені на Коломийщині та в Чорному лісі українські повстанці ліквідували невеликі групи червоних партизан, які відстали від своїх частин. Були випадки переходу деяких партизанських груп на сторону УНС. Серед них були примусово мобілізовані жителі Західної України, але зустрічалися і антирадянськи налаштовані жителі Наддніпрянщини. Радянське керівництво так і не змогла розгорнути партизанський рух в Галичині. Тут діяли окремі нечисленні партизанські загони, підпільні організації, які підтримували і агітували за радянську владу. Вибравшись з Галичини, Ковпак в радіограмі в УШПР 26 вересня 1943 р доповідав, що в Західній Україні «українське населення виключно підтримує бандерівців, радянську владу ненавидить».

### Бої УПА проти радянських партизан на Волині на зламі 1943—1944рр.

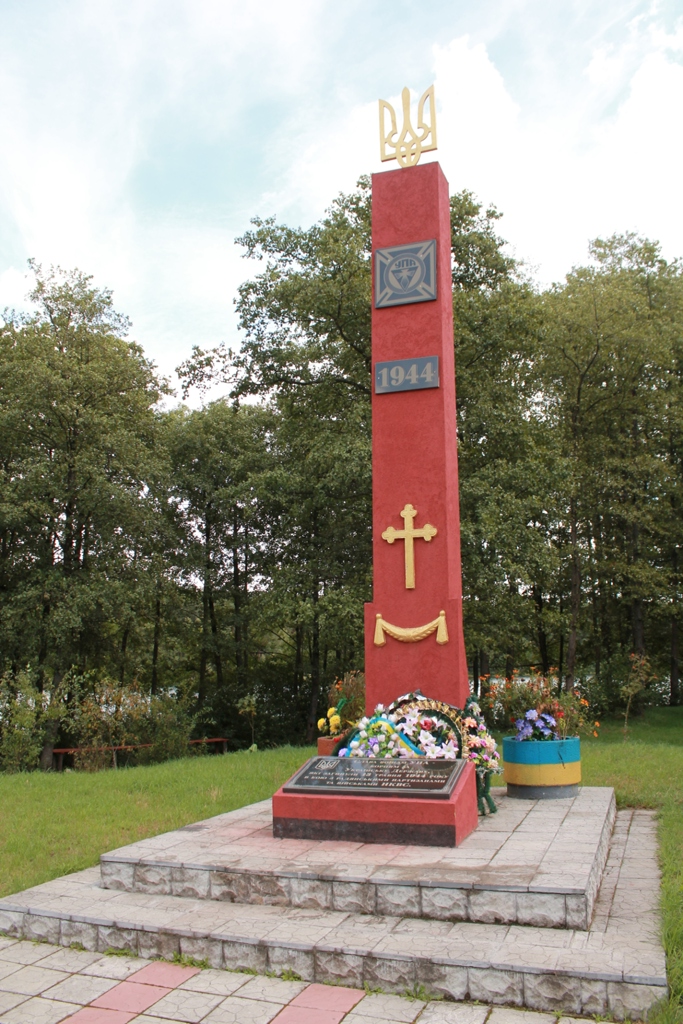
Пам'ятник бійцям УПА, загиблим в бою з радянськими партизанами, в Стриганах

Поява загону Олексія Федорова в західній частині Волині восени 1943 командування УПА сприйняло як серйозну загрозу. У вересні 1943 року в штабі Дмитра Клячківського відбулася зустріч в присутності начальника штабу Леоніда Ступницького і командувачами округів «Турів» і «Заграва». Під час нього було вирішено атакувати базу Федорова на Поліссі. Із заходу в бік Любешова були атакувати три куреня на чолі з Юрієм Стельмащуком (1000 осіб), з півдня між річками Стир і Стохід, полк «Котловина» під командуванням «Рубашенка» (1000 осіб), а зі сходу — на Морочне «Дубовий» з куренями «Лайдаки», «Яреми», «Кори», «Крука», які прибули з району Кременця (теж близько 1000 чоловік). Операція УПА не принесла очікуваних результатів, так як групі Федорова вдалося відійти за Стир.
У листопаді 1943 року УПА почала ще одну наступальну операцію, на цей раз проти комуністичних партизан і польської самооборони на березі Случа (в тому числі в Старій Гуті). Акція закінчилася важкою поразкою. Великих успіхів вдалося досягти при ліквідації невеликих радянських партизанських загонів, що рейдували через Волинь для нападу на німецькі залізниці. Як відзначали самі радянські джерела, в засідках УПА «загинули сотні наших кращих партизан».
16 листопада 1943 року відбувся найбільший бій між Тернопільським партизанським з'єднанням імені Микити Хрущова і українськими повстанцями біля с. Мочулянка Березненського району. Через тактичних промахів командира повстанського загону імені Остапа «Шаули» (Адама Рудика), бій завершився розгромом повстанців, які втратили під час бою 56 чоловік і більше 40 бійців УПА були поранені.
Зафіксовано багато випадків, коли партизани застосовували насильство до місцевих мирних жителів, якщо вважали, що ті стали колабораціоністами або ведуть антирадянську діяльність. Наприклад 13 жовтня 1943 загін з бригади Антона Бринського спалив село Стара Рафалівка (нині Володимирецький район Рівненської області України), убивши близько 60 осіб, серед них і дітей. 31 жовтня 1943 року радянські партизани спалили три українських села: Борове, Карпилівку і Дерть. У самій лише Карпилівці загинули 183 селян. Коли 21 березня 1944 року з'єднання ім. Михайлова обстріляла самооборона села Велика Мощаниця Мізоцького району, село оточили та обстріляли з гармат і мінометів. Після семигодинного бою опір УПА зламали, зайнявши дощенту спалене село. «Націоналісти», на думку радянських партизанів, втратили 224 особи, серед полеглих мусила бути значна кількість цивільних. Радянські втрати склали 4 убитих і 8 поранених.
В міру переможного просування Червоної Армії на захід, значні радянські партизанські з'єднання також почали заглиблюватися далі на захід в досі недоступні для них райони. На початку 1944 року радянські партизанські підрозділи з Волині почали переходити на Люблінщину. Першою потрапила туди сформована на базі угруповання Ковпака 1-ша Українська партизанська дивізія під командуванням Петра Вершигори — дорогою, за погодженням із польськими партизанами, радянські партизани зайняли свинаринські ліси, знищивши знамениту базу УПА «Січ», розбивши загін ім. Богуна під командуванням Порфирія Антонюка та ліквідувавши старшинську школу «Лісових чортів». Один німецький документ, датований 15 січня 1944 року, свідчить про масштабні боях між УПА та радянськими партизанами в 63 км на північний захід від міста Сарни. А в ще одному згадувалися бої в місцевості між річками Стир і Горинь.
На початку 1944 року на Волинь прийшла Червона армія. У березні були зайняті Вінниця, Проскурів, Чернівці, Кам'янець-Подільський, Коломия. Загони УПА виявилися по обидва боки фронту. На схід від фронту почалися зіткнення з військами НКВС. На захід від фронту створилася нова ситуація, в якій УПА була змушена постійно відбиватися від радянських партизан, які отримували підкріплення через лінію фронту, часом навіть частіше, ніж діяти проти німців. Боротьба УПА проти двох переважаючих сил надзвичайно ускладнилася. Оскільки ситуація на фронті кардинально змінилася, то німці намагалися забезпечити у власному тилу хоча б нейтралітет знаходяться тут загонів УПА. У зв'язку з цим в окремих районах Волині і Полісся мали місце зустрічі німецьких представників з місцевими командирами УПА і провідниками ОУН. Упівці знищували дрібні загони, передаючи полонених німцям і повідомляючи їм про пересування партизанських загонів.
У квітні 1944 року генерал Василь Бегма направив до Києва колективну інформацію про наслідки дій радянських партизан проти УПА. Він вказує, що тільки загони Рівненського партизанського штабу в 1943—1944 роках ліквідували 2275 націоналістів (група Бегми — 572, Федорова — 569, Сатановського — 390, Бринського — 427, Медведєва — 317).

### Справа Миколи Кузнєцова
Одним з найвідоміших розвідників Другої світової війни був Микола Кузнецов, який з'являвся в німецькій формі під час своїх місій як лейтенант Пауль Зіберт. Згідно з радянською історіографією, Кузнєцов виявив підготовлені німцями плани вбивства Сталіна, Рузвельта і Черчілля, під час їх конференції в Тегерані. Цілком очевидно, що він зробив декілька нападів на представників влади Німеччини. Кузнєцов своєю діяльністю наносив чималої шкоди українському визвольному руху. Він в 1943 вбивав керівників німецької адміністрації в Рівне від імені українських націоналістів, на що німці відповідали репресіями по відношенню до українців.
У 1944 році Кузнєцов з двома бійцями (Ян Камінський та Іван Бєлов) приїхав в Галичину, щоб вбити губернатора дистрикту Отто Вехтера. Йому вдалося розшукати лише віце-губернатора Отто Бауера і главу канцелярії президії губернаторства доктора Генріха Шнайдера. Вони були ліквідовані 9 лютого 1944 року, і біля їх трупів були розкидані ОУНівські листівки. Бауер був відомий як прихильник українських національних кіл. Він також був одним з ініціаторів створення дивізії СС «Галичина». Мабуть, тому на його похоронах грав оркестр дивізії.
Зробивши замах на Бауера, Кузнєцов вирішив пробратися через лінію фронту з двома бійцями, щоб дістатися до своїх. В ніч з 8-го на 9-е березня 1944 року Кузнєцов будучи в формі німецького офіцера, разом з Камінським та Бєловим зайшли в будинок жителя села Боратин Бродівського району Львівської області. Раптом в будинок увірвалася група бійців УПА, попередньо тихо «поклавши» ножем Бєлова та стояли на сторожі. Українці відібрали зброю у Камінського та Кузнєцова, але у останнього в рукаві була захована граната. Деякий час під охороною вони чекали командира повстанців, сотника Чорногору. Він і дізнався в «німця» Кузнєцова. Де в цей момент Кузнєцов підірвав гранату в кімнаті, яка була заповнена упівцями. Камінський за секунду до вибуху вистрибнув у вікно і мало не втік, але його наздогнали і застрелили.

### Битва заЧорний лісі бій з партизанським угрупованнямМихайла Шукаєва(квітень-червень 1944)
На початку 1944 року Станіславщина стала прифронтовим районом. Совєти скористалися цією можливістю і вирішили захопити Чорний ліс, що лежить в безпосередньому тилу фронту. У них перебували або відрізані частини Червоної Армії, або партизанські загони, перекинуті через фронт. Партизанський загін підполковника Михайла Шукаєва восени 1943 року налічував 205 осіб, але на 1 березня 1944 року їхня кількість збільшилася до 1844. Група складалася з дев'яти відділів, в тому числі одного кінного. З листопада 1943 року по січень 1944 року він діяв в районі Новограда-Волинського, здійснюючи численні об'їзди на залізничній лінії Шепетівка-Рівне. З початку 1944 року він рейдував на території Рівненської та Тарнопольської областей, часто стикаючись з загонами УПА. На початку квітня Шукаєв отримав наказ вийти до Дрогобицького басейну нафти. До 5-му квітня 1944 року Совєти зареєстрували вісімнадцять зіткнень з бандерівцями. Втрати упівців, радянці оцінили в 439 убитих.
23 квітня 1944 року радянські партизани виявили табір куреня «Різуна» (Василя Андрусяка) в Чорному лісі і спробували захопити його. Незважаючи на те, що табір мав невеликими силами, УПА зуміла відбити боязкі атаки радянців, але завдяки перевазі ворога відійшла в райони сіл Грабівка і Майдан, попередньо встигнувши евакуювати припаси, зібрані в таборі.
27 квітня 1944 року радянські партизани зробили спробу захопити село Грабівка, куди передислокувався штаб Андрусяка, але були відбиті. Вони залишили на полі бою чотирьох убитих і вісімнадцять коней. Незабаром після цього прибули підрозділи УПА створили в селах навколо Чорного лісу гарнізони. Таким чином, була створена оборонна ділянка протяжністю понад двадцять кілометрів.
Але радянські партизани не здавалися і жадали реваншу. 29 квітня 1944 року в 5.30 ранку вони знову напали на село і захопили більшу його частину. Загін УПА (оточений на невеликій ділянці землі) чинив запеклий опір. Під час бою був поранений Василь Андрусяк. Від знищення загону врятувало підкріплення (чота «Морозенко»), що змусило радянські війська відійти в ліс. Перед відступом, на кладовищі вони розстріляли 23 жителів села, включаючи капелана УПА, отця Микитюка. За власними даними, радянські партизани втратили п'ятнадцять чоловік убитими. У солдатів УПА, крім розстріляних цивільних осіб, було четверо убитих і кілька поранених. Під час зіткнення було спалено 25 будинків.
1 травня 1944 року радянці атакували село Майдан, але були змушені відступити. На наступний день УПА організувала наліт на групу партизан біля Нивочина. Кілька партизан загинули. Командування УПА, як з'ясувалося, справедливо передбачало, що радянці спробують відіграти реванш. Тому в селі була організована оборона. Як і очікувалося 7 травня радянські партизани знову завдали удару по Майдану. Після декількох годин боїв УПА відбила атаку, убивши кілька нападників.
Тим часом сили УПА зросли настільки, що кільце навколо Чорного лісу, яке відрізало комуністичних партизан від доступу до продовольства, було розширено до 50 кілометрів. УПА в окремих селах намагалася припинити всі спроби реквізувати продовольство. У той же час невеликі підрозділи Української повстанської армії, користуючись хорошим знанням місцевості, постійно турбували радянських партизан. Близько 70 бійців з трьох партизанських загонів виявилися в оточенні.
Присутність радянських партизан не могла не турбувати німців. Швидше за все, проти них була проведена спільна операція УПА і 7-ї танкової дивізії. Про неї згадується в 19 томі «Літопису» УПА. Можливо, в результаті угоди гестапо передало СБ ОУН двох польських комуністичних партизанок (Єлену і Казимиру Масловських), які були підіслані радянською розвідкою для встановлення контакту з Шукаєвим. Операція з розчищення Чорного лісу 7-ий танковою дивізією почалася 31 травня 1944 року. УПА підтягла свої сили до південної околиці лісу і заблокувала відхід радянських військ в гори. Поради зробили кілька спроб прорватися через кільце УПА, в тому числі 1 червня 1944 року на ділянці сел Грабівка та Гринівка. Після короткої, але запеклої сутички все закінчилося невдачею. 3 червня радянські партизани атакували упівців біля Грінівки. УПА відбила атаку, в тому числі завдяки підтримці мінометів. Совєти втратили убитими 32 людини, великокаліберні кулемети, чотири ручних кулемета і близько двадцяти гвинтівок. Незважаючи на ці поразки, деяким радянським партизанам вдалося прорвати блокаду і піти в гори.
6 червня 1944 німці завершили операцію. Загони УПА деякий час продовжували полювання в Чорному Лісі, знищуючи розрізнені загони партизан. Повідомлялося, що деякі з них здалися самостійно. В результаті цих дій, як говориться у звіті УПА: «Навколо Чорного лісу панував мир. Ліс знову опинився в наших руках». 24 червня 1944 року в Чорному Лісі пройшов брифінг командирів УПА-Захід за участю Василя Сидора, в ході якого були підведені підсумки боїв з радянськими партизанами. Було прийнято рішення, що частини «Різуна» і «Благого» повинні вирушити до Майданського лісу, де вони повинні були продовжити переслідування партизан (під час виконання цієї місії відбулася битва біля гори Лопата). Далі на захід, до Бещадських гір, повинна була вийти група «Чорника».
Отримавши повний контроль над Чорним лісом, деякі частини УПА вирушили в рейд на захід, в Бещади, проти поляків і радянської партизанської формації Шукаєва. В українській історіографії існує думка, що упівці розгромили Совєтів. Петро Мірчук писав, що партизани Шукаєва опинилися в оточенні і «майже повністю знищені». Ця інформація повторюється і Анатолієм Русначенко. Фактично ж група Шукаєва не була знищена, хоча і зазнала великих втрат в зіткненнях з УПА.

## Завершення боротьби
Після вигнання німців з території України радянські партизани активно сприяли органам держбезпеки в боротьбі з УПА. Наприклад, 20 серпня 1944 року партизанська дивізія імені двічі Героя Радянського Союзу генерал-майора Сидора Ковпака розформовувалася і передавалася для комплектування НКВД в західних областях. За вересень 1944 ковпаківцям (налічували на 9 жовтня 1944 року 1635 осіб) вдалося знищити 981 повстанця і взяти в полон 262 «спільника бандитів». З 1 жовтня по 5 листопада знищили 128 повстанців, взяли в полон 423 людини і захопили 231 «спільника бандитів». Партизанські методи, допустимі на окупованих територіях, були не настільки ефективні і в ряді випадків були прямим порушенням радянських законів, в зв'язку з цим від їх використання незабаром відмовилися.
Відповідно до своїх звітів, тільки лише частина оперували в 1943—1944 рр. на території Рівненської області загонів і з'єднань знищила 2275 членів ОУН-УПА (з'єднання Василя Бегми — 572, Олексія Федорова — 569, Роберта Сатановського — 390, бригада Антона Бринського — 427, загін Дмитра Медведєва — 317).
На думку українського дослідника Анатолія Чайковського, «Втрати, нанесені націоналістичними бойовиками радянським партизанам, необхідно ще з'ясовувати, але вони, безумовно, значно більше, ніж втрати, які понесли від УПА фашисти». В цілому цю тезу досить складно як підтвердити, так і спростувати, так як комплексних підрахунків втрат німців і червоних партизан від рук бандерівців ніхто не вів.

#### Епізоди співпраці і нейтралітету
Зафіксовано чимало випадків переговорів радянських партизан з українськими повстанцями заради спільної боротьби проти німців, що визнається навіть радянською історіографією. Наприклад, територія дій загонів Тараса Бульби-Боровця збігалася з місцями базування розвідувально-диверсійного загону НКДБ СРСР «Переможці» під керівництвом Дмитра Медведєва. Згідно з радянськими документами, над налагодженням зв'язку з «бульбівцями» працював керівник агентурно-оперативної роботи підполковник Олександр Лукін. Московське керівництво уповноважило Лукіна провести прямі переговори з «бульбівціми». Вночі з 17 на 18 вересня на хуторі в лісі біля села Бельчанкі-Глушков відбулися 6-годинні переговори. Було досягнуто перемир'я — до кінця зими 1943 року Боровець і його люди припинили будь-які активні ворожі дії проти радянських партизан. Було встановлено пароль для взаємної ідентифікації радянських партизан і загонів ПС. Перемирря закінчилося в ніч з 19 на 20 лютого 1943 року, оскільки партизани розстріляли групу січовиків, у яких був неправильний пароль для проходу. Як виявилося пізніше, комісар загону «Переможці» Лукін самостійно змінив паролі, не повідомивши про це Бульбу, бо запідозрив його у співраці з нацистами.
В архівах розвідувального відділу УШПР збереглися повідомлення командира Чехословацького партизанського загону, капітана НКВС «Рєпкіна» (майбутнього Героя Радянського Союзу, словака Яна Налєпки, який загинув під Овручем у листопаді 1943 року), який неодноразово зустрічався з командирами УПА, з метою домовитися про спільну боротьбу проти нацистів. Генерал-майор НКВС Олександр Сабуров доручив йому вести переговори з цього приводу. Налєпка від свого імені направив воякам УПА звернення, в якому називав їх «братами-слов'янами». Він підкреслював, що загони УПА, які йому довелося побачити, добре озброєні і дисципліновані, що у них добре налагоджена розвідка, і вони мають дані про кількість і пересування радянських партизан. Чехословацький офіцер заявив про готовність зустрітися, щоб домовитись про спільну боротьбу проти нацистів і просив визначити місце зустрічі для переговоров. Переговори проходили у вересні 1943 року на сході Рівненщини. На початку діалогу з представником центрального штабу УПА Налєпка оголосив мету переговорів: припинити УПА атакувати радянських партизан. Налєпка підкреслював, що боротьба УПА проти партизан допомагає німцям, а боротьба «на два фронти» підриває і без того слабкі сили УПА. Відповідаючи Налєпці, представник штабу УПА заявив: «Ми воюємо однаково, проти червоних і проти німців, для нас противником є імперіалізм московський і імперіалізм берлінський».